# 2019冠状病毒病中国大陆定点收治医院
2019冠状病毒病中国大陆定点收治医院是指中华人民共和国政府为应对2019冠状病毒病中国大陆疫情而进行的一种医院设置。

## 定义
不同于方舱医院的模块化应急医疗设施，定点医院是利用原有的医院楼宇等硬件资源，辅之以针对性的医疗防护，对冠状病毒病患者及无症状患者进行专门的收治隔离。

## 管理
中华人民共和国政府曾发布《新冠肺炎定点救治医院设置管理规范》和《关于进一步加强新型冠状病毒肺炎救治定点医院院内感染预防与控制工作的通知》等文件对定点医院进行规范管理。